# Prälatur Stuttgart
Die Prälatur Stuttgart, auch „Sprengel Stuttgart“ genannt, ist eine von vier Prälaturen der Evangelischen Landeskirche in Württemberg. Im Gegensatz zum Kirchenbezirk, welcher eine Körperschaft des öffentlichen Rechts ist, hat die Prälatur keine Rechtspersönlichkeit. Es handelt sich lediglich um einen kirchlichen Verwaltungsbezirk. Die Leitung der Prälatur obliegt dem Prälat bzw. der Prälatin, der auch als „Regionalbischof“ bzw. „Regionalbischöfin“ bezeichnet wird.

## Aufgaben
Der Prälat hat die Aufgabe die Dekane in seiner Prälatur zu visitieren. Er ist aber auch in der Seelsorge unter den Pfarrerinnen und Pfarrern tätig und wirkt bei der Wiederbesetzung der Gemeindepfarrstellen mit. Er ist Mitglied im Kollegium des Oberkirchenrats.

## Gebiet
Die Prälatur Stuttgart umfasst im Wesentlichen das Gebiet des Stadtkreises Stuttgart und der Landkreise Esslingen und Ludwigsburg. Zur Prälatur Stuttgart zählen die 9 Kirchenbezirke bzw. Kirchenkreise Bernhausen, Besigheim, Esslingen, Kirchheim unter Teck, Ludwigsburg, Marbach, Nürtingen, Kirchenkreis Stuttgart (2008 gebildet aus den vier Kirchenbezirken Stuttgart, Bad Cannstatt, Degerloch, Zuffenhausen) und der zum 1. Januar 2020 neu gebildete Kirchenbezirk Vaihingen-Ditzingen, der aus den beiden gleichzeitig aufgelösten bisherigen Kirchenbezirken Vaihingen an der Enz und Ditzingen gebildet wurde.

## Geschichte

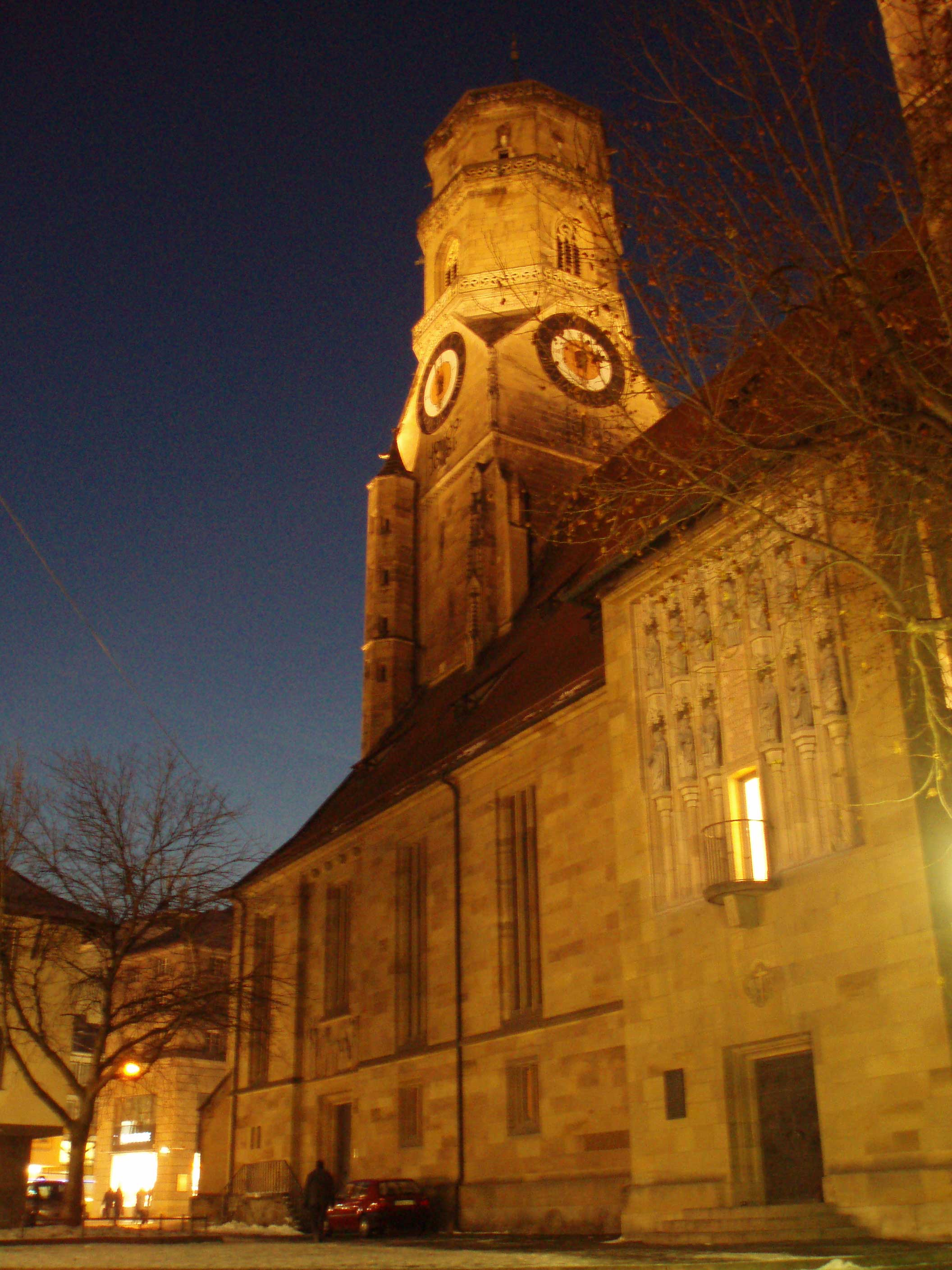
Stiftskirche in Stuttgart

Vorgänger der heutigen Prälaten in Stuttgart waren die Ämter des Stiftspropstes und des Stiftspredigers. Schon vor der Reformation gab es in Stuttgart das Amt des Stiftspropstes als Oberhaupt des Heilig-Kreuz-Stiftes, welches aber mit der Reformation aufgelöst wurde. Bereits damals galt die Stiftskirche als wichtigste Kirche sowohl in Stuttgart als auch in Württemberg und damit verbunden das Amt des Propstes als höchstes kirchliches Amt. Nach der Reformation war der nun erneut eingeführte Propst für die Ordnung und Verwaltung der Landeskirche, der Stiftsprediger mehr für die Predigt zuständig. Erster evangelischer Stiftspropst war der Reformator Johannes Brenz, erster Stiftsprediger war Matthäus Alber. Dem Stiftspropst unterstanden die vier Generalsuperintendenten bzw. Generalate in Adelberg, Bebenhausen, Denkendorf und Maulbronn. Stuttgart war damals dem Generalat Maulbronn unterstellt. 1688 wurde das Amt des Stiftspropstes aufgehoben. Danach gab es nur noch den Stiftsprediger.
1823 wurde Stuttgart dem neu gegründeten Generalat Ludwigsburg unterstellt, wurde aber selbst Sitz des Generalsuperintendenten von Reutlingen. 1924 wurde aus dem Generalsuperintendenten der Prälat.
Stiftsprediger seit dem 19. Jahrhundert waren von 1852 bis 1879 Prälat und Oberkonsistorialrat Sixt Karl Kapff (1805–1879), von 1879 bis 1900 Prälat D. Carl von Burk (1827–1904), von 1911 bis 1920 D. Christian Friedrich von Römer (1854–1920), von 1920 bis 1930 Prälat D. Gustav Groß (1864–1943), ab 1930 Prälat Theodor Schrenk, der am 1. Januar 1934 der erste Prälat der neu gegründeten Prälatur Stuttgart wurde.
Hauptkirche der Prälatur Stuttgart ist die Stiftskirche in Stuttgart, in welcher der Prälat auch regelmäßig Gottesdienste hält.

## Die Prälaten seit 1934
- 1934–1941: Theodor Schrenk (1870–1947)
- 1941–1952: Karl Hartenstein (1894–1952)
- 1953–1958: Immanuel Pfizenmaier (1891–1965)
- 1958–1968: Friedrich Höltzel (1898–1990)
- 1968–1969: Helmut Claß (1913–1998)
- 1969–1980: Hermann Riess (1914–1990)
- 1980–1987: Theo Sorg (1929–2017)
- 1987–1998: Gerhard Röckle (1933–2022)
- 1998–2005: Martin Klumpp (* 1940)
- 2006–2016: Ulrich Mack (* 1951)
- seit 1. Advent 2016: Gabriele Arnold (* 1961)